# Ebba Gard
Ebba Eleonora Frati, känd under flicknamnet Ebba Gard, född 27 augusti 1894 i Sköllersta församling, Örebro län, död 15 februari 1979 i Bromma (begravd i familjegraven på Sköllersta kyrkogård), var en svensk skådespelare.

## Biografi
Ebba Gard var dotter till Filip Gard och Anna Eleonora Berg och gjorde sin debut som Berta i Miljonen på Blancheteatern år 1918. Hon var engagerad vid Dramatiska teatern åren 1917–1927 och var knuten till Vasateatern 1936–1937 för att åren 1937–1938 spela vid Oscarsteatern. Hon återvände sedan till Vasateatern där hon var verksam åren 1941–1947.>
Bland de roller hon gjort kan nämnas som Rakel i Över förmåga, Adelma i Turandot, Hermann i Markis von Keith, Yasmin i Hassan, Elise i Kära släkten och Mechtild i Bröllopet på Ulfåsa.
Ebba Gard var från 1918 gift med italienske kapellmästaren Ottorino Frati (1888–1967) och deras son är restaurangmannen Luciano Frati som var gift med skådespelaren Maj-Britt Håkansson.

## Filmografi
- 1923 – En rackarunge
- 1936 – Han, hon och pengarna

## Teater

### Roller (ej komplett)
| År   | Roll                  | Produktion                                              | Regi              | Teater                |
| ---- | --------------------- | ------------------------------------------------------- | ----------------- | --------------------- |
| 1919 | Grevinnan af Basildon | En idealisk äkta man Oscar Wilde                        | Karl Hedberg      | Dramaten              |
| 1920 | Emmy                  | Det röda bandet Carl Mathern och Toni Impekoven         | Karl Hedberg      | Dramaten              |
| 1920 | Hermann               | Markis von Keith Frank Wedekind                         | Karl Hedberg      | Dramaten              |
| 1920 | Josepha               | Låt oss skiljas Victorien Sardou och Émile de Najac     | Karl Hedberg      | Dramaten              |
| 1920 | Jeanne de Verceil     | Äventyret Gaston Arman de Caillavet och Robert de Flers | Karl Hedberg      | Dramaten              |
| 1921 | Adelma                | Turandot Carlo Gozzi                                    | Olof Molander     | Dramaten              |
| 1921 | Ingrid                | Svenskt folk Ivar Thor Thunberg                         | Gustaf Linden     | Dramaten              |
| 1921 | Louise                | Resan till Le Havre Louis Verneuil                      | Tor Hedberg       | Dramaten              |
| 1921 | Första tjänarinnan    | Elektra Hugo von Hofmannsthal                           | Tor Hedberg       | Dramaten              |
| 1922 | Emilia                | Scampolo Dario Niccodemi                                | Gustaf Linden     | Dramaten              |
| 1922 | Diane Bonivard        | Duvals skilsmässa Alexandre Bisson och Antony Mars      | Gustaf Linden     | Dramaten              |
| 1923 | Ida                   | Kära släkten Gustav Esmann                              | Tor Hedberg       | Dramaten              |
| 1923 | Eva Schmidt           | Sköldpaddskammen Richard Kessler                        | Karl Hedberg      | Dramaten              |
| 1923 | Eliza                 | Den beundrandsvärde Crichton J. M. Barrie               | Karl Hedberg      | Dramaten              |
| 1924 | Fru Parpalaid         | Knock Jules Romains                                     | Karl Hedberg      | Dramaten              |
| 1925 | Fay Collen            | Storstädning Frederick Lonsdale                         | Olof Molander     | Dramaten              |
| 1927 | Madelon               | Ljusstaken Alfred de Musset                             | Olof Molander     | Dramaten              |
| 1927 | Trixie Andrews        | Guldgrävare Avery Hopwood                               | Ernst Eklund      | Djurgårdsteatern      |
| 1927 | Stockholmsjungfrun    | Sympatiska Simon Fridolf Rhudin och Henning Ohlsson     | Nils Johannisson  | Vasateatern           |
| 1930 | Gerda                 | Norrtullsligan Einar Fröberg                            | Einar Fröberg     | Teatern vid Sveavägen |
| 1930 | Ellen Juhl            | Årgång 30 Jens Locher                                   | Tollie Zellman    | Teatern vid Sveavägen |
| 1930 | Grace Harrington      | Patsy Barry Conners                                     | Nils Johannisson  | Mindre teatern        |
| 1932 | Gobette               | Borgmästarinnan Maurice Hennequin                       |                   | Folkteatern           |
| 1936 | Lona                  | Skolka skolan Stefan Bekeff och Adorjan Stella          | Carlo Keil-Möller | Vasateatern           |
| 1945 | Miss Wentworth        | Olivia Terence Rattigan                                 | Ernst Eklund      | Vasateatern           |
| 1947 | Germaine              | Röd i det blå Zoë Akins                                 | Ernst Eklund      | Vasateatern           |